# Bertha von Suttner
Bertha Sophia Felicita von Suttner bárónő (szül. Kinsky von Wchinitz und Tettau grófnő, Prága, 1843. június 9. – Bécs, 1914. június 21.) osztrák író, újságíró és békeaktivista. 1905-ben Nobel-békedíjjal tüntették ki.

## Élete
Születése előtt meghalt az édesapja. Arisztokrata környezetben nőtt fel Brnóban, később Bécsben és Klosterneuburgban élt. Lánykorában sokat utazott édesanyjával, franciául, angolul és olaszul is megtanult. Tudományos és szépirodalmat olvasott, nagy műveltséget szerzett. Bécsben nevelőnői állást vállalt négy leánygyermek mellett. 1876-ban rövid ideig Alfred Bernhard Nobel titkárnője volt Párizsban, kapcsolatuk később sem szakadt meg, továbbra is leveleztek egymással. Bertha férjhez ment báró Arthur Gundaccar von Suttner osztrák íróhoz. A Gundaccar család ellenezte házasságukat, a férjét kitagadták. Jekatyerina Dadiani, Mingrélia hercegnőjének meghívására átmenetileg Grúziában telepedtek le. Az asszony zenét és nyelveket tanított, újságcikkeket, elbeszéléseket, folytatásos regényeket írt, amiket osztrák újságok publikáltak. Kaukázusi tartózkodásuk alatt folyt az orosz–török háború, és ekkor vált Bertha meggyőződéses pacifistává. Kilenc év után, 1885-ben, miután férje családjával helyre állt a béke, visszatértek harmannsdorfi kastélyukba.
Folytatta az írást, regényeibe számos önéletrajzi elemet szőtt. 1889-ben sikerült irodalmi áttörése a Die Waffen nieder! (Le a fegyverekkel!) című regényével. Nehezen talált kiadót, a könyv heves vitákat váltott ki, de jelentősen hozzájárult a béke gondolatának népszerűsítéséhez. A regény a 19. század egyik legnagyobb könyvsikere volt, valamennyi nagyobb európai nyelvre lefordították. Most már ismert személyiségként kötelezte el magát a békemozgalom mellett.
Felhívására 1891-ben kétezren csatlakoztak Ausztriában a Béke barátainak társaságához. Még abban az évben részt vett a III. Nemzetközi békekongresszuson Rómában, ahol a Bernben működő Nemzetközi Békeiroda elnökhelyettesévé választották. 1895-ben Budapesten járt, és előadást tartott a békéről. 1892-ben a berlini béketársaság megalakításában is közreműködött. Békekongresszusokon vett részt, államfők fogadták, többek között Theodore Roosevelt amerikai elnök is. II. Miklós orosz cár 1898 augusztusában békekiáltványt intézett a világ népeihez, és nemzetközi leszerelési konferencia összehívására szólított fel. 1899. május 18-án rendezték Hágában az első békekonferenciát valamennyi európai állam, az USA, Japán, Kína és Sziám részvételével.
1902-ben meghalt férje, a harmannsdorfi kastélyukat a felgyülemlett adósságok miatt el kellett árverezni. Bertha Bécsbe költözött. Rendszeresen írt cikkeket a Pester Lloydba. Többször járt Monacóban I. Albert herceg meghívására. Előadó körutakat tett az Egyesült Államokban (1904, 1912), Németországban (1905), Skandináviában. 1905-ben Nobel-békedíjjal tüntették ki. 1912-től Andrew Carnegie amerikai iparmágnás életjáradékban részesítette.

## Emlékezete
- Portréja látható az osztrák kéteurós pénzérmén.
- Portréja volt látható az 1966-os kiadású 1000 schillinges osztrák bankjegyen.
- Róla nevezték el a 12799 von Suttner kisbolygót, 1995. november 26-án.

## Írásai
- Ein schlechter Mensch. München, 1885
- Daniela Dormes. München, 1886
- High Life, 1886
- Das Maschinenzeitalter, 1889
- Die Waffen nieder!, 1889
- Die Waffen nieder! Monatszeitschrift, 1892–1899
- Vor dem Gewitter. Wien, 1894
- Einsam und arm. Dresden, 1896
- Schach der Qual, 1898
- Die Haager Friedenskonferenz. Leipzig, 1900
- Marthas Kinder (Die Waffen nieder. – Teil II), 1902
- Franzl und Mirzl. Leipzig, 1905
- Die Entwicklung der Friedensbewegung. Leipzig, 1907
- Eva Siebeck. 1892
- Randglossen zur Zeitgeschichte. 1892–1900 und 1907–1914
- Rüstung und Überrüstung. Berlin, 1909
- Der Menschheit Hochgedanken. Berlin, 1911
- Die Barbarisierung der Luft. Berlin, 1912

## Magyarul megjelent művei
- Suttner Berta: Le a fegyvert! Regény; ford. Névi Béla; Győző, Bp., 1905
- Az emberiség fenkölt eszméi. Regény a közel jövőből; ford. Szmik Antal; fordítói, Bp., 1913